# Vitis wilsoniae
Vitis wilsoniae (кит.: 网脉葡萄) — вид ліан з роду Виноград (Vitis). Ендемік для Китаю, в основному поширений у північно-центральній, південно-центральній та південно-східній частинах. Зростає у лісах, чагарниках, долинах й на узбережжях річок, на висоті від 400 до 2000 метрів над рівнем моря.

## Опис
Гілки овальні, рідко з коричневим опушенням. Вусики роздвоєні. Листя просте. Черешок від 4 до 8 см завдовжки, майже голий. Листкова пластинка яйцеподібно-еліптична, від 7 до 16 см завдовжки та від 5 до 12 см завширшки. Бруньки обеліптичні, розміром від 1,5 до 3 мм. Чашечка хвилясто-лопатева. Ягода куляста, від 0,7 до 1,5 см в діаметрі. Цвіте з травня по липень. Плодоносити починає з червня і продовжує, аж до січня.